# Zacheuszek

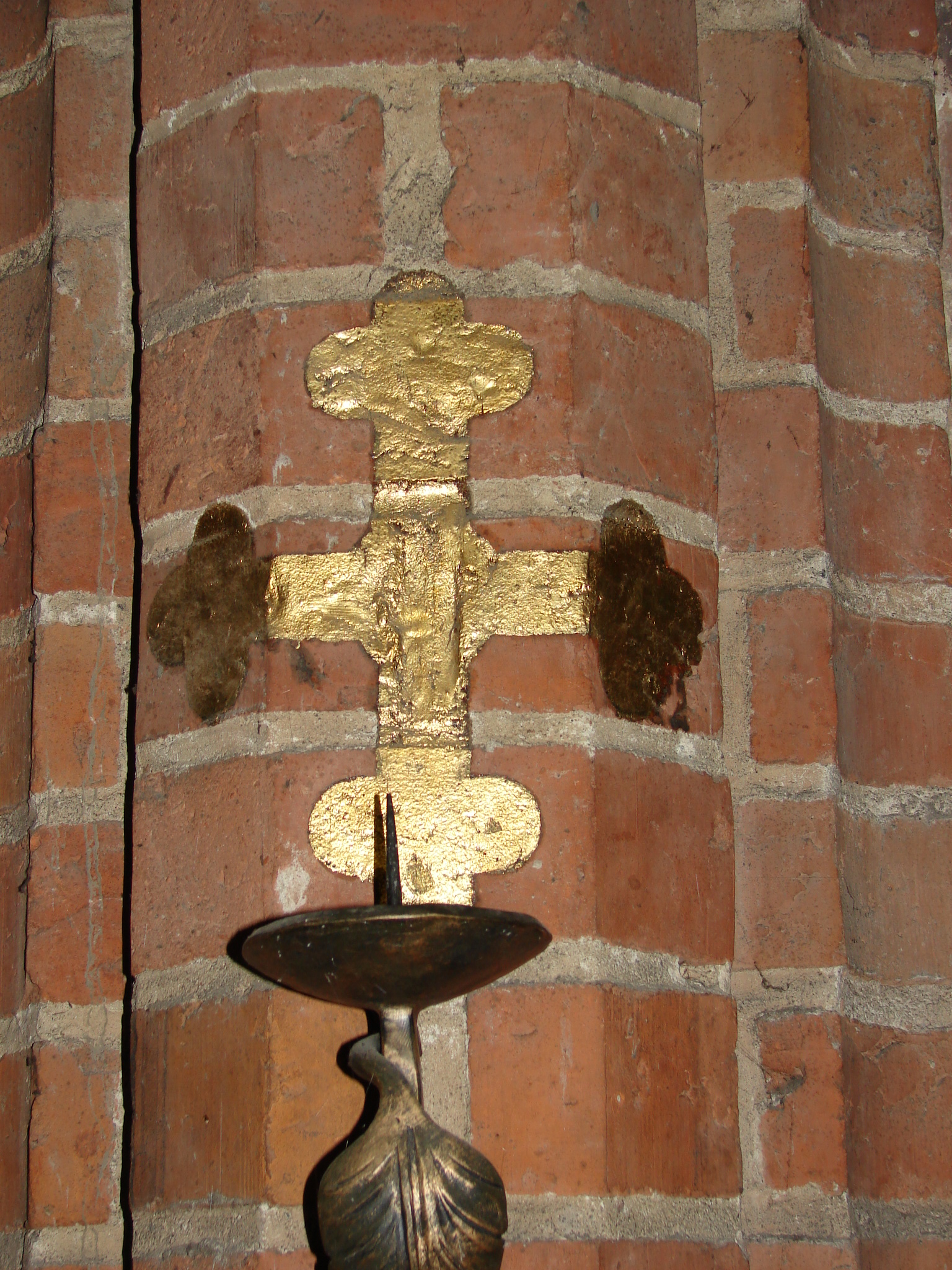
Zacheuszek w poznańskiej katedrze

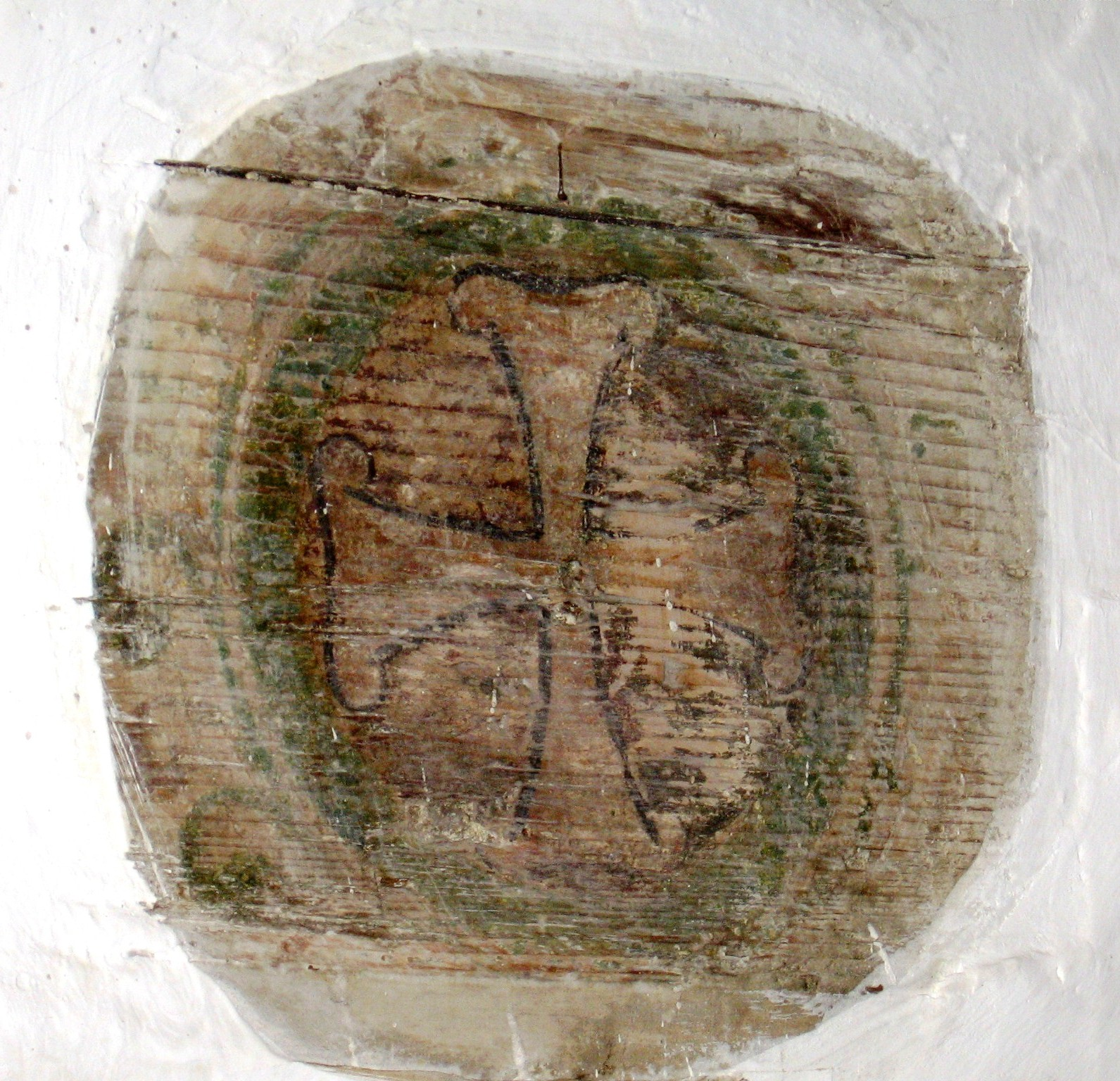
Zacheuszek w drewnianym gotyckim kościele NMP na Burku w Tarnowie

Zacheuszki – krzyże apostolskie (niem. Apostelkreuze), świeczniki apostolskie (niem. Apostelleuchter).
W kościołach katolickich zacheuszki są umieszczane w tych miejscach, zwyczajowo dwunastu, które biskup namaścił podczas dedykacji kościoła. Występują w formie klocka, płytki z symbolicznym krzyżykiem, są malowane, lub ryte w ścianie. Pod nimi umieszcza się jednoramienny świecznik lub lampkę. W rycie rzymskim podczas dedykacji (poświęcenia) kościoła zapalano 12 świec zwanych zacheuszkami.
Po soborze watykańskim II zredukowano liczbę namaszczenia ścian kościoła do czterech. Nie zakazano jednak namaszczenia w 12 miejscach (dwunastu Apostołów).
Zwyczaj pochodzi z liturgii starogalijskiej. Nazwa polska pochodzi od biblijnego imienia Zacheusz, który przyjął Jezusa Chrystusa w swoim domu a tym samym dom pogardzanego celnika stał się domem, do którego wszedł Bóg. Świeczniki zapala się w rocznicę dedykacji kościoła.